# Ron Guidry
Ronald Ames Guidry (né le 12 août 1950 à Lafayette, Louisiane, États-Unis) est un lanceur gaucher de baseball qui joue dans les Ligues majeures de 1975 à 1988. 
Il joue toute sa carrière avec les Yankees de New York. En 1978, Ron Guidry gagne le trophée Cy Young du meilleur lanceur de la Ligue américaine. Il est invité 4 fois au match des étoiles, remporte avec New York les Séries mondiales de 1977 et 1978 et gagne 5 Gants dorés. Capitaine des Yankees de à ses 3 dernières saisons et plus tard instructeur en 2006 et 2007, son numéro 49 est retiré par la franchise en 2003.

## Carrière
Joueur des Ragin' Cajuns de l'université de Louisiane à Lafayette, Ron Guidry est un choix de troisième ronde des Yankees de New York en 1971. Il joue son premier match dans le baseball majeur le 27 juillet 1975 et passe toute sa carrière avec les Yankees, dont il est à ses trois dernières saisons, de 1986 à 1988, co-capitaine avec Dave Winfield.
À sa première saison complète dans les majeures en 1977, Guidry s'impose avec la meilleure moyenne de points mérités (2,82) des lanceurs partants de l'équipe. En 31 matchs, dont 25 départs, il totalise 210 manches et deux tiers lancées, remporte 16 victoires et encaisse 7 défaites. 

### Saison 1978
En 1978, Guidry gagne le trophée Cy Young du meilleur lanceur de la Ligue américaine et mène les majeures avec 25 victoires (contre seulement 3 défaites), 9 blanchissages et une moyenne de points mérités de 1,74. Aucun lanceur de la Ligue américaine n'a depuis eu une moyenne aussi basse en une saison hormis Pedro Martinez, avec une moyenne identique en 2000. Le 17 juin 1978 contre les Angels de la Californie, Guidry réussit 18 retraits sur des prises en un seul match, un record de franchise qui éclipse les 15 réussis par Bob Shawkey le 27 septembre 1919. Ses 248 retraits sur des prises cette année-là établissent l'actuel record de franchise des Yankees, et surpassent la marque de 239 que Jack Chesbro détenait depuis 1909,. Guidry est le lanceur des majeures qui accorde cette saison-là le moins de coups sûrs (6,1 par 9 manches lancées) en moyenne, avec 187 accordés en 273 manches et deux tiers lancées en 35 départs. En juin et septembre il est nommé joueur du mois et est le dernier lanceur a remporter ce prix menseul, celui du lanceur du mois étant créé l'année suivante pour la Ligue américaine. Sa 25e victoire de la saison régulière est méritée le 2 octobre au Fenway Park de Boston lorsque les Yankees remportent sur leurs grands rivaux, les Red Sox, le match de bris d'égalité qui leur assure le titre de la division Est. En plus de son trophée Cy Young, il passe bien près d'ajouter le prix du joueur par excellence de la saison, mais il termine second du vote de fin d'année derrière le voltigeur Jim Rice, des Red Sox.

### Palmarès
Ron Guidry connaît 3 saisons de plus de 20 victoires et, en plus de 1978, mène la Ligue américaine avec 22 succès en 1985. Il mène aussi l'Américaine pour la moyenne de points mérités (2,78) en 1979 et est premier des majeures avec 21 matchs complets en 1983. De 1977 à 1985, il lance au moins 200 manches par saison à 7 reprises. Il est invité au match des étoiles en 1978, 1979, 1982 et 1983. Son jeu défensif est récompensé par un Gant doré cinq années consécutives, de 1982 à 1986. Il est récipiendaire du prix Roberto Clemente en 1984. À six reprises, il reçoit des votes au scrutin de fin d'année désignant le lauréat du trophée Cy Young : en plus de l'année où il reçoit le prix, il termine 3e en 1979, 5e en 1983 et 2e en 1985 derrière Bret Saberhagen. Le 7 août 1984, en 9e manche d'un match complet contre les White Sox de Chicago, il retire 3 frappeurs sur 9 prises consécutives. 
Ron Guidry a joué 368 matchs dans les Ligues majeures, 323 comme lanceur partant et 45 comme lanceur de relève. Sa moyenne de points mérités en carrière s'élève à 3,29 en 2 392 manches lancées. Comme partant, il a lancé 95 matchs complets dont 26 blanchissages. Gagnant de 170 victoires contre 91 défaites, il a réussi 1 778 retraits sur des prises. 

#### Séries éliminatoires
Guidry et les Yankees remportent les Séries mondiales de 1977 et 1978. Ces deux automnes, le gaucher remporte une victoire à chaque ronde éliminatoire : en Séries de championnat de 1977 et 1978 contre les Royals de Kansas City, puis dans les deux séries finales, chaque fois contre les Dodgers de Los Angeles.
En séries éliminatoires, il a gagné 5 parties contre deux défaites et maintenu une moyenne de points mérités de 3,02 en 62 manches et un tiers lancées, avec 51 retraits sur des prises. Ses 10 matchs joués en éliminatoires l'ont tous été dans le rôle de partant. En plus des victoires en finale en 1977 et 1978, il effectue deux départs pour les Yankees en Série mondiale 1981 : sa moyenne n'est que de 1,93 avec 15 retraits sur des prises en 14 manches, mais il encaisse une défaite contre une victoire, et New York s'avoue vaincu face devant les Dodgers de Los Angeles.

### Candidature au Temple de la renommée
Guidry est éligible pour l'élection au Temple de la renommée du baseball à partir de 1994 et est éliminé des bulletins de vote après le scrutin de 2002. Il ne recueille jamais plus que 8,8 % des suffrages (en 2000) alors que 75 % est nécessaire pour entrer au Panthéon. En 2010, sa candidature a été réexaminée, sans résultat, par le comité des vétérans du Temple de la renommée.

## Carrière d'instructeur

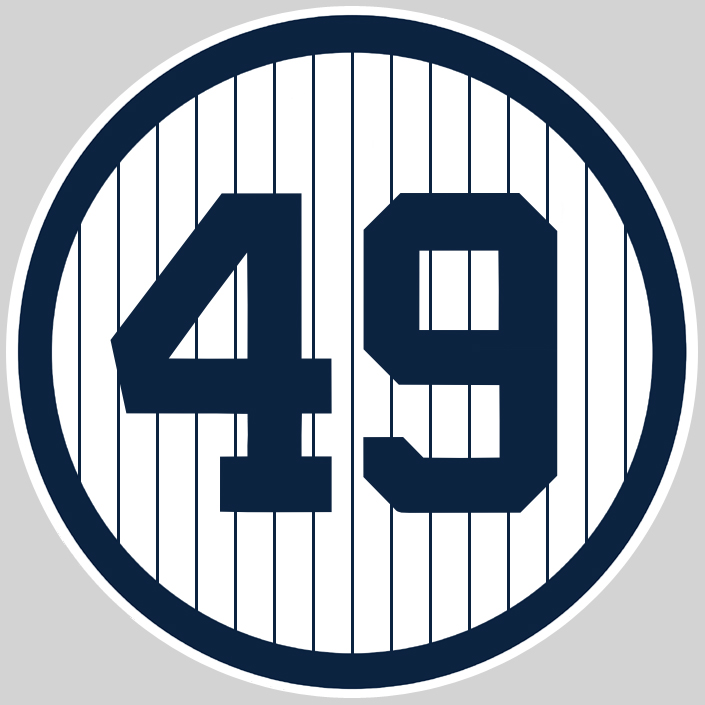
Le numéro 49 de Ron Guidry a été retiré par les New York Yankees en 2003.

Ron Guidry revient chez les Yankees comme instructeur des lanceurs, remplaçant Mel Stottlemyre pour la saison 2006. Choisi par le gérant Joe Torre, il ne revient pas comme instructeur lorsque celui-ci quitte après la saison 2007.

## Vie personnelle
Guidry était aussi connu pour sa silhouette mince. Le lanceur de 5 pieds 11 pouces lançait avec force malgré un poids estimé à 161 livres, parfois moins,.
Ron Guidry est surnommé Gator (« l'alligator ») en raison de ses racines en Louisiane, où cet animal est commun. 